# Rozvadov

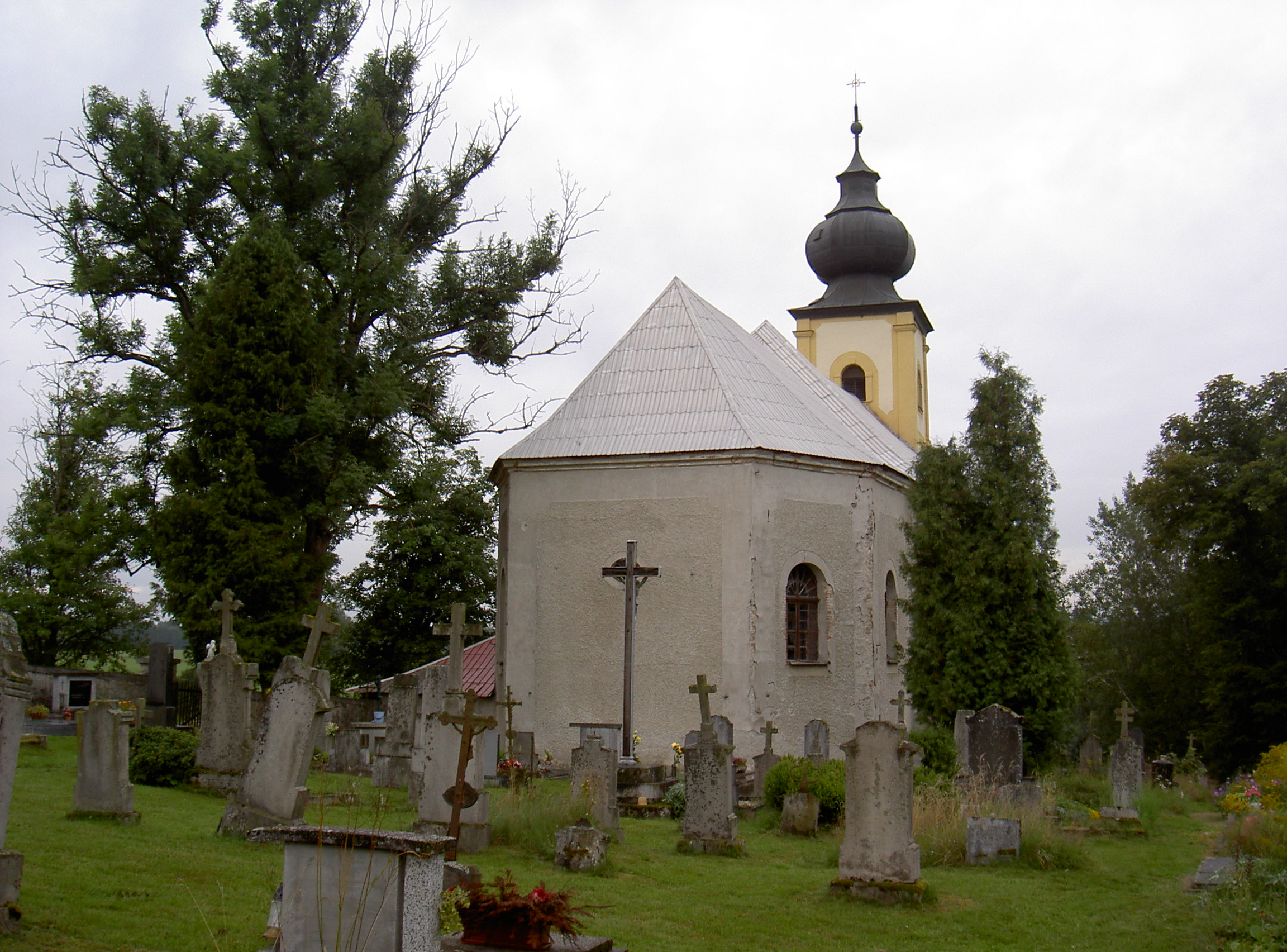
St. Katharina

Rozvadov (deutsch Roßhaupt) ist eine Gemeinde mit 797 Einwohnern (Stand: 1. Januar 2023)  in Tschechien. Sie liegt in 570 m ü. M. im Oberpfälzer Wald (Český les) an der Grenze zu Bayern und gehört dem Okres Tachov an. Die Gemeinde hat eine Fläche von 54,9 km².
Zu der 5 km südwestlich gelegenen deutschen Nachbargemeinde Waidhaus besteht ein Grenzübergang für Kraftfahrzeugverkehr.
Südlich des Ortes verläuft die Autobahn  D5, die sich auf deutscher Seite bei Waidhaus als BAB 6 fortsetzt und auf diesem Teilstück gleichzeitig die Europastraße 50 darstellt. Bis zum Beitritt Tschechiens zum Schengener Abkommen am 21. Dezember 2007 befand sich hier der größte deutsch-tschechische Grenzübergang.

## Geschichte
Erstmals wurde der Ort, der auch zeitweilig den Namen Sichdichfür trug, im Jahre 1581 erwähnt, seit 1613 bestand ein böhmisches Zollamt. Das heutige Zollamtsgebäude wurde 1934 errichtet.
Nach dem Münchner Abkommen wurde der Ort dem Deutschen Reich zugeschlagen und gehörte bis 1945 zum Landkreis Tachau.
Markantestes Bauwerk war die zwischen 1816 und 1825 erbaute barocke St.-Wenzels-Kirche. Nach 1945 wurde die Kirche kurzzeitig als Kino, danach als Speicher genutzt und wurde im Jahr 2015 durch das Bistum Pilsen saniert.
Im Jahre 1938 lebten 784 Einwohner in Roßhaupt, das aus 137 Häusern bestand. Einschließlich der zugehörigen sechs Einschichten besaß der Ort 1191 Einwohner. Am 1. Juli 1960 erfolgte die Umgemeindung von Diana und Rozcestí nach Rozvadov.

## Gemeindegliederung
Die Gemeinde Rozvadov besteht aus den Ortsteilen Diana (Dianaberg), Milíře (Brand), Nové Domky (Neuhäusl), Rozcestí (Rahmbrücke), Rozvadov und Svatá Kateřina (Sankt Katharina, auch Katharinen). Grundsiedlungseinheiten sind Diana, Kateřinské Chalupy (Katharinahäuseln), Milíře, Nové Domky, Rozcestí, Rozvadov, Střeble (Ströbl) und Svatá Kateřina.
Das Gemeindegebiet gliedert sich in die Katastralbezirke Nové Domky (988 ha), Rozvadov (3156 ha), Střeble (185 ha) und Svatá Kateřina u Rozvadova (1164 ha). Auf dem Gemeindegebiet befinden sich die Wüstungen und Einöden Arnoštin Hamr (Ernestinenhammer), Frauentál (Frauenthal), Hraničky (Reichenthal), Mnichovství (Münchsfeld), Polesí (Zirk), Robenava (Rabenau), Rybničná (Weiherwiesenhaus) und Žďárské Domky (Brandhäuser).

## Kultur und Sehenswürdigkeiten
In Rozvadov befindet sich das King’s Resort, mit dem im Moment größten Pokerraum Europas. Dieses ist seit 2017 Austragungsort von Circuitturnieren sowie der World Series of Poker Europe.

## Schutzgebiete
- Naturreservat Jezírka u Rozvadova
- Naturreservat Diana